# Discografia de Sunny Hill
Esta é a discografia do girl group sul-coreano Sunny Hill. Consiste de dois extended plays, quatro álbuns single, nove singles promocionais, três colaborações e cinco trilhas sonoras.

## EPs
| Midnight Circus - Lançamento: 3 de junho de 2011 - Gravadora: LOEN Entertainment - Formato: CD, download digital                                                                                                 | Lista de faixas 1. Girl With A Accordion (Intro) 2. 꼭두각시 (Puppet) 3. Midnight Circus 4. Let`s Talk About (feat. Zia) 5. 기도 (Preview) (Pray) 6. Midnight Circus (instrumental)      | 20 | 1.115+ |
| Antique Romance - Lançamento: 13 de dezembro de 2012 - Gravadora: LOEN Entertainment - Formato: CD, download digital                                                                                             | Lista de faixas 1. 추워지니 (With 윤현상) (Cold Day) 2. Goodbye to Romance 3. 결혼할래요? (Would You Marry Me?) 4. 3-OUT 5. Goodbye to Romance (instrumental) 6. 추워지니 (instrumental) | 10 | 1.548+ |
| "—" indica lançamentos que não figuraram nas paradas ou que não foram lançados nessa região. Nota - A Gaon Chart foi estabelecida em fevereiro de 2010. Lançamentos antes desta data não têm dados nesta parada. | |    |        |

## Álbuns single
| Love Letter - Lançamento: 20 de setembro de 2007 - Gravadora: LOEN Entertainment - Formato: CD, download digital                                                                                                 | Lista de faixas 1. 너니까 (Because It's You) 2. Good-Bye New York 3. 통화 연결음 (Ring Back Tone) 4. 가버려 (Go Away) | — | —       |
| 2008 My Summer - Lançamento: 3 de julho de 2008 - Gravadora: LOEN Entertainment - Formato: CD, download digital                                                                                                  | Lista de faixas 1. 사랑밖엔 난 몰라 (Love is All I Know) 2. 고무줄 (Sub. Cool 하게 컴백) (Rubber Band) 3. My Girl     | — | —       |
| The Grasshoppers - Lançamento: 13 de janeiro de 2012 - Gravadora: LOEN Entertainment - Formato: CD, download digital                                                                                             | Lista de faixas 1. 나쁜 남자 (Bad Boy) 2. 술래잡기 (Hide-and-seek) 3. 베짱이 찬가 (The Grasshopper Song)              | 2 | 13.318+ |
| "—" indica lançamentos que não figuraram nas paradas ou que não foram lançados nessa região. Nota - A Gaon Chart foi estabelecida em fevereiro de 2010. Lançamentos antes desta data não têm dados nesta parada. | |   |         |

## Singles promocionais
| 2007 | "Ring Back Tone"                                     | —   | —                          | Love Letter      |
| 2007 | "너니까 (Winter Ver.)"                               | —   | —                          | Winter Story     |
| 2008 | "Love Is All I Know"                                 | —   | —                          | 2008 My Summer   |
| 2009 | "너는 모르지" (You Don't Know)                       | —   | —                          | Coming Soon...!! |
| 2011 | "Midnight Circus"                                    | 7   | —                          | Midnight Circus  |
| 2011 | "기도" (Pray)                                        | 12  | 21                         | Single sem álbum |
| 2012 |                                                      |     |                            |                  |
| "The Grasshopper Song" | 4                                                    | 9   | The Grasshoppers           |                  |
| "백마는 오고 있는가?" (Is The White Horse Coming?) | 10                                                   | 14  | Is The White Horse Coming? |                  |
| "Goodbye To Romance" | 5                                                    | 8   | Antique Romance            |                  |
| 2013 | "만인의 연인 (Darling of All Hearts)" (feat. Hareem) | TBR | TBR                        | Young Folk       |
| "—" indica lançamentos que não figuraram nas paradas ou que não foram lançados nessa região. Nota - A Gaon Chart foi estabelecida em fevereiro de 2010. Lançamentos antes desta data não têm dados nesta parada. Nota - A Korea Billboard K-Pop Hot 100 foi estabelecida em agosto de 2011. Lançamentos antes desta data não têm dados nesta parada. |                                                      |     |                            |                  |

## Colaborações
| Ano  | Canção          | Integrante(s)                  | Outro(s) artista(s) | Álbum                  |
| ---- | --------------- | ------------------------------ | ------------------- | ---------------------- |
| 2010 | "Mamma Mia"     | Jubee, Seung Ah & Kota         | Narsha              | Lançamento sem álbum   |
| 2011 | "Sexy Doll"     | Jubee & Kota                   | DJ Clazzi & MYK     | Lançamento sem álbum   |
| 2011 | "Like a Virgin" | Kota                           | Romantic Couch      | Single digital         |
| 2012 | "Brave Girls"   | JuBee, Seung Ah, Kota & Misung | Zia                 | LOEN TREE Summer Story |

## Trilhas sonoras
| Ano  | Canção                    | Integrante(s)                 | Álbum                              |
| ---- | ------------------------- | ----------------------------- | ---------------------------------- |
| 2008 | "잘나가던 여자"           | Jubee                         | The Last Scandal of My Life OST    |
| 2008 | "아파한다"                | Todas                         | Little Mom Scandal OST             |
| 2011 | "두근두근" (Pit-a-Pat)    | Jubee                         | The Greatest Love OST Parte 3      |
| 2012 | "I Love You"              | Jubee & Kota                  | Salamander Guru OST Parte 2        |
| 2012 | "Do It"                   | Jubee & Kota                  | I Love Lee Tae-ri OST Parte 1      |
| 2013 | "Counting Stars at Night" | Jubee, Kota, Misung & SeungAh | You Are The Best Lee Soon Shin OST |